# Възнесение Господне (Робово)
„Възнесение Господне“ или „Свети Спас“ (на македонска литературна норма: „Вознесение Господне“, „Свети Спас“) е възрожденска православна църква в струмишкото село Робово, Северна Македония. Част е от Струмишката епархия на Македонската православна църква – Охридска архиепископия.

## История
Църквата започва да се изгражда в 1860 година по инициатива на местния родобюбив чорбаджия Мицо Караджата, подпомогнат от Арсени Костенцев, отворил в същата година българско училище в Робово. Храмът е завършен в 1864 година. В 1865 година в изписването на храма участва мелнишкият зограф Лазар Аргиров. В храма първоначално служи свещеник Михаил Попниколов от Берово, след него Яне Темелкович от Радовиш и след него отец Глигор също от Радовиш.

## Архитектура
В архитектурно отношение е трикорабна псевдобазилика с равен таван на трите кораба. Трите кораба са разделени с пет двойки колони. Капителите са проста обърната пресечена пирамида. Стълбовете са изписани с флорални композиции. Капителите са комбинация от торус и трохилус. На равния таван на централния кораб в кръгъл медальон е изписано допоясно изображение на Иисус Христос Вседържител.
От север и запад има открит трем. На запад е пристроена камбанария. Апсидата на изток е единична, неразчленена и без декорация. Прозорците са с полукръгли арки (окулуси), а на източната фасада кръгла мандорла, в която е разположен равностранен фитоморфен кръст (четирилистна детелина).